# Ull electrònic

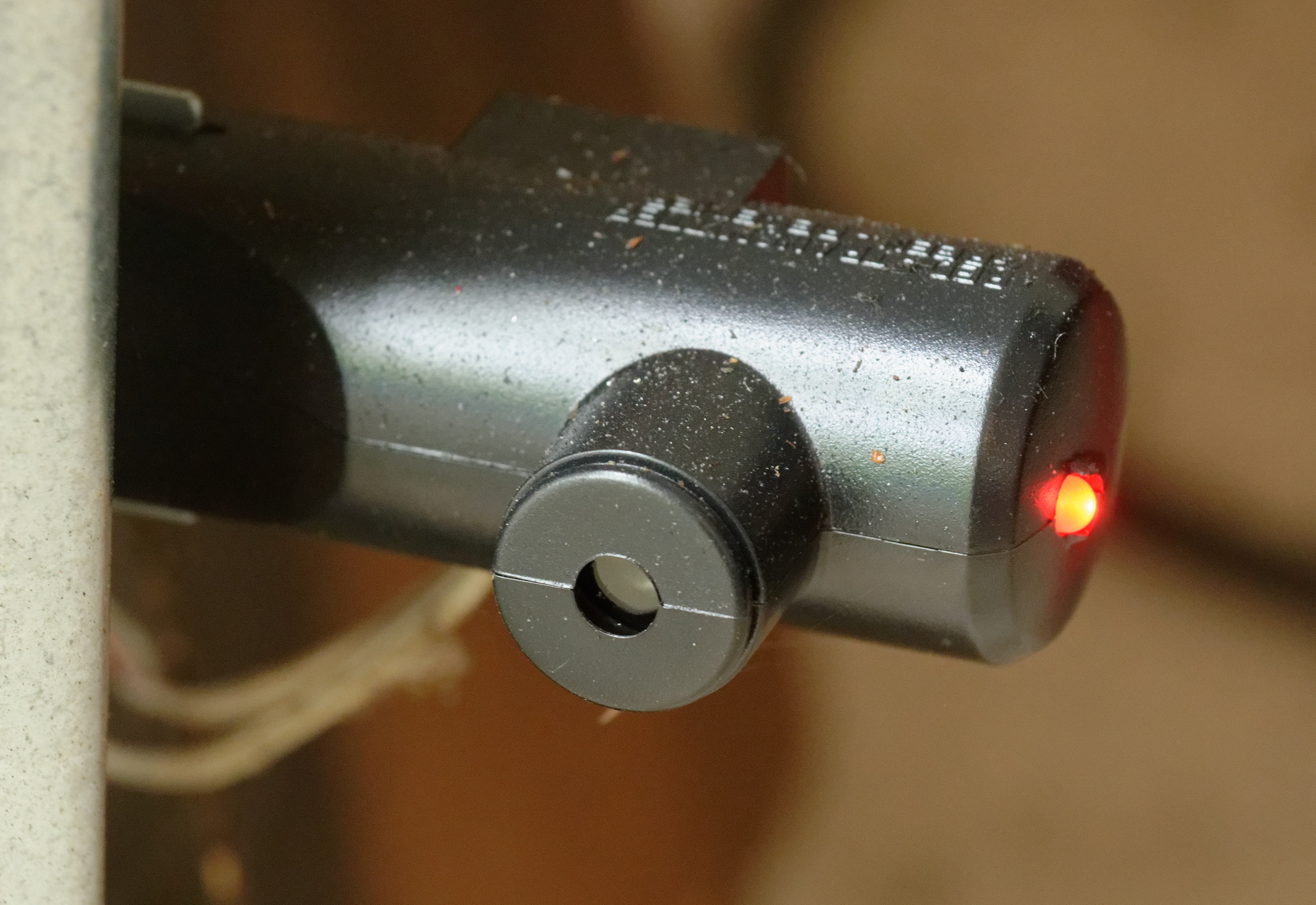
Ull electrònic per a una porta de garatge

Un "ull electrònic" és un fotodetector utilitzat per detectar l'obstrucció d'un feix de llum. Un exemple és el sistema de seguretat de portes utilitzat en portes de garatge automatitzades, que empra un transmissor i un receptor de llum a la part inferior de la porta per evitar que es tanqui si hi ha qualsevol obstrucció que interrompi el feix de llum. El dispositiu no proporciona cap imatge; només és capaç de detectar la presència de llum. Es pot utilitzar llum visible, però la radiació infraroja permet amagar el funcionament del dispositiu i, generalment, és el que s'usa en sistemes moderns. Originalment, els sistemes utilitzaven llums alimentades amb corrent continu o amb corrent altern de la línia elèctrica de 50 Hz, però els sistemes fotodetectors moderns empren un díode emissor de llum infraroja modulat a uns quants quilohertz, cosa que permet al detector rebutjar la llum paràsita i millora l'abast, la sensibilitat i la seguretat del dispositiu.

## Exemples
Comptador de vehicles per carretera
- A la dècada de 1930, als Estats Units es va introduir un comptador de vehicles elèctrics amb dos emissors de llum IR separats perquè només es comptessin els cotxes i els vianants.[1]

Primera unitat comercial compacta
- El 1931 es va oferir un tipus compacte d'ull electrònic que estava tancat en una petita caixa d'acer i molt més fàcil d'instal·lar en comparació amb els models més antics.[2]

Màquines automàtiques d'embolicar
- A la dècada de 1930, es va desenvolupar un aparell ocular elèctric per ajudar una màquina d'embolicar que permetia una velocitat de funcionament de 72 caixes per minut.

Obre porta automàtica
- L'any 1931, General Electric va provar els primers obridors automàtics de portes  que actualment són populars als hospitals. Van anomenar el seu ull electrònic Magic Eye.[3][4]

Sistema d'alarma empresarial
- IEl 1931, es va llençar al mercat un ull electrònic que utilitzava una longitud d'ona UV invisible per a les empreses que necessitaven un sistema d'alarma de 24 hores.[5]  Un sistema d'aquest tipus es demostra a la primera escena de la pel·lícula de 1932 Jewel Robbery .

Càmeres automàtiques
- El 1936, el doctor Albert Einstein i el doctor Gustav Bucky van obtindre una patent per a un disseny que aplicava l'ull electrònic a una càmera. La càmera era capaç de determinar automàticament l'obertura i l'exposició adequades.[6]